# Vermilion County
Vermilion County är ett county i delstaten Illinois, USA. Den administrativa huvudorten (county seat) är Danville.

## Externa länkar

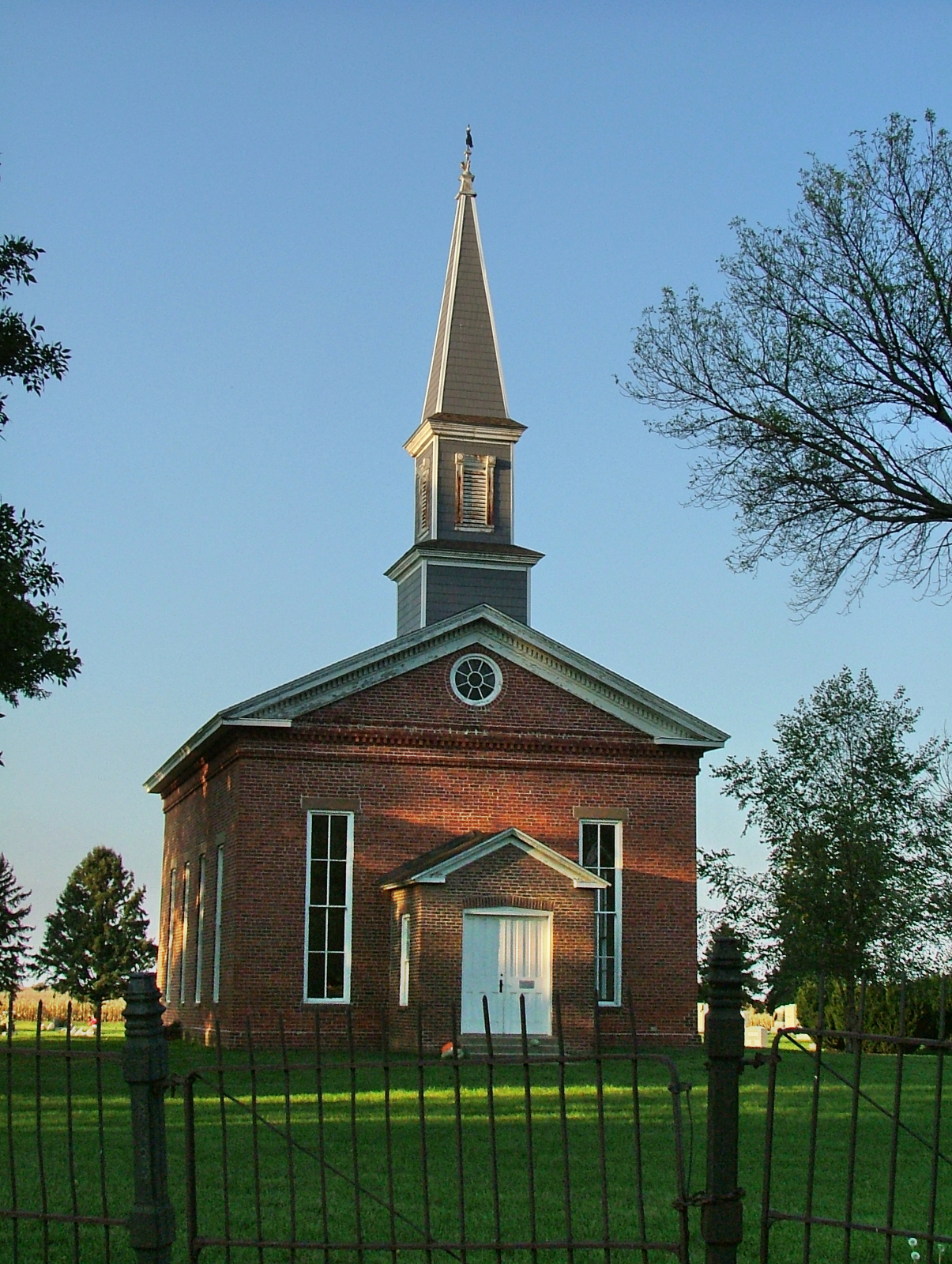
Mann's Chapel i Vermilion County

## Geografi
Enligt United States Census Bureau har countyt en total area på 2 336 km². 2 328 km² av den arean är land och 8 km² är vatten.

### Angränsande countyn
- Iroquois County - nord
- Benton County, Indiana - nordost
- Warren County, Indiana - öst
- Vermillion County, Indiana - öst
- Edgar County - syd
- Douglas County - sydväst
- Champaign County - väst
- Ford County - nordväst